# Pete Townshend
Peter Dennis Blandford („Pete”) Townshend (ur. 19 maja 1945 w Chiswick, Londyn) – angielski gitarzysta rockowy i poeta, wokalista, tekściarz i kompozytor najbardziej znany jako gitarzysta i autor tekstów zespołu The Who.
Townshend jest autorem tekstów zespołu The Who. Napisał ponad 100 piosenek na 11 płyt studyjnych zespołu, włączając w to opery rockowe Tommy i Quadrophenia oraz 12 singli nie pojawiających się na żadnym albumie, utwory bonusowe. Napisał też około 100 piosenek na swoje albumy solowe. Znany jest głównie jako gitarzysta, ale śpiewa również w chórkach, gra na keyboardzie i na wielu innych instrumentach (np. na banjo, akordeonie, syntezatorze, pianinie, gitarze basowej i perkusji).
Pisał też artykuły do gazet i magazynów, recenzje książek, eseje i skrypty.
Townshend zajął 10 miejsce na liście „100 najlepszych gitarzystów wszech czasów” magazynu Rolling Stone. W 2004 roku muzyk został sklasyfikowany na 82. miejscu listy 100 najlepszych gitarzystów heavymetalowych wszech czasów według magazynu Guitar World.

## Młodość
Urodził się w muzykalnej rodzinie (jego ojciec Cliff Townshend był profesjonalnym saksofonistą w zespole The Squadronaires, jego matka Betty była piosenkarką, a brat Simon również został muzykiem). Od najmłodszych lat fascynował się muzyką, a pierwszą gitarę otrzymał w wieku 12 lat. Największy wpływ na jego grę wywarli: Link Wray, John Lee Hooker, Bo Diddley i Hank Marvin z zespołu The Shadows.
W 1961 Townshend dostał się na Ealing Art College i rok później on i jego szkolny znajomy John Entwistle z Acton County Grammar School stworzyli swój pierwszy zespół, The Confederates, duet, w którym Townshend grał na banjo a Entwistle na rogu. W tym czasie powstał rock and rollowy zespół The Detours stworzony przez Rogera Daltreya. Zachęcony przez swojego dawnego kolegę z klasy Entwistla, Daltrey zaprosił Townshenda żeby dołączył do zespołu. Na początku 1964, ze względu na to, że inny zespół miał taką samą nazwę, The Detours zmienili nazwę na The Who. Perkusista Doug Sandom został zastąpiony przez Keitha Moona. Zespół (teraz złożony z Daltreya śpiewającego i grającego na harmonijce, Townshenda na gitarze, Entwistla na gitarze basowej i Moona na perkusji) stał się bardziej modowy za sprawą Petera Meadena, który przekonał ich do zmiany nazwy na The High Numbers. Po wydaniu skrytykowanego singla „I'm the Face/Zoot Suit” porzucili Meadena i podpisali umowę z dwoma nowymi managerami, Chrisem Stampem i Kitem Lambertem. Porzucili też nazwę The High Numbers i powrócili do The Who.

## Kariera muzyczna

### Przebicie
Po tym jak The High Numbers na powrót stali się The Who, Townshend napisał kilka singli dla zespołu, m.in. „I Can't Explain”, „Pictures of Lily”, „Substitute”, i „My Generation”. Townshend stał się znany ze swojego ekscentrycznego stylu występowania, częstego przerywania koncertu, aby w długi sposób przedstawić piosenkę, robienia 'wiatraczka' ręką, częstego rozwalania gitar na scenie i częstego walenia nią np. w mikrofon. Pierwszy raz Townshend rozbił gitarę, gdy przez przypadek zepsuł szyjkę na koncercie w Harrow. Po rozbiciu instrumentu na kawałki kontynuował na innej gitarze i udawał, że cała ta scena była zaplanowana. Rozwalanie gitary wkrótce stało się charakterystyczną częścią występów The Who, które później były urozmaicane ładunkami wybuchowymi. Na koncercie w Niemczech policjant podszedł do niego, wycelował broń i kazał mu natychmiast przestać rozwalać gitarę.
The Who rozwijało się i rozwija nadal mimo śmierci dwóch członków zespołu. Są postrzegani przez wielu rockowych krytyków jako jeden z najlepszych zespołów rockowych w przedziale od późnych lat 60. do wczesnych 80. The Who kontynuują występy nawet teraz, w XXI wieku, między innymi występ na Live 8 music festival w lipcu 2005 r.
Townshend został głównym tekściarzem i liderem zespołu, napisał ponad 100 piosenek pojawiających się na 11 albumach studyjnych grupy. Wśród najbardziej znanych kompozycji jest Tommy, przez którego powstało określenie „rock opera”, oraz druga rock opera, Quadrophenia. Townshend pokazał też niesamowity talent do gry na gitarze i był niezwykle wpływowym muzykiem. W wielu piosenkach można usłyszeć Townshenda grającego na pianinie lub keyboardzie, choć na keybordzie grali zazwyczaj goście m.in. Nicky Hopkins, John Bundrick lub Chris Stainton.
Wielu gitarzystów rockowych przyznaje, że Townshend miał na nich wpływ. Gitara Jimmy'ego Page'a z zespołu Led Zeppelin była zainspirowana przez Townshenda. Jimi Hendrix, Jeff Beck, Slash i Eddie Vedder również byli zainspirowani jego grą.

## Dyskografia
- Who Came First (1972)
- Rough Mix (1977)
- Empty Glass (1980)
- All the Best Cowboys Have Chinese Eyes (1982)
- Scoop (1983)
- White City: A Novel (1985)
- Another Scoop (1986)
- The Iron Man: A Musical (1989)
- Psychoderelict (1993)
- A Benefit For Maryville Academy (1998)
- Live: The Fillmore (2000)
- Live: The Empire (2000)
- Live: Sadler's Wells (2001)
- Live: La Jolla (2001)
- Scoop 3 (2001)
- Classic Quadrophenia (2015)[5]

## Wybrana filmografia
- „The Kids Are Alright” (1979, film dokumentalny, reżyseria: Jeff Stein)[6]
- „Message to Love: The Isle of Wight Festival” (1997, film dokumentalny, reżyseria: Murray Lerner)[7]
- „An Ox's Tale: The John Entwistle Story” (2006, film dokumentalny, reżyseria: Glenn Aveni, Steve Luongo)[8]
- „Amazing Journey: The Story of The Who” (2007, film dokumentalny, reżyseria: Paul Crowder, Murray Lerner)[9]